# 邓章耀
邓章耀（马来语：Teng Chang Yeow），马来西亚华裔政治人物，于1995至2008年担任槟城巴当哥打州议员，曾担任槟州立法议会行政议员，掌管槟州环境及旅游发展事务。邓章耀是前马来西亚民政运动总秘书，也于2012年至2018年担任槟州国阵主席。

## 早年生活
邓章耀生于1964年，家乡是马来西亚柔佛州峇株巴辖县，祖籍海南省文昌市人氏。邓章耀出身于政治世家，邓章耀父亲邓文业是马来西亚华人公会柔佛州元老，叔叔邓文村是马华籍前地不佬区国会议员，曾官拜国民团结、艺术、文化与遗产部副部长一职。邓章耀的兄长邓章钦是民主行动党籍政治人物，曾担任雪兰莪州立法议会议长、高级行政议员等要职。
邓章耀从政以前就读于于马来西亚理科大学，并取得荣誉文学士文凭。

## 政治生涯
邓章耀于1991年加入民政党，曾担任时任槟城首席部长丹斯里许子根博士的政治秘书。1992年至1995年，邓章耀担任槟岛市议员。1995年，马来西亚第9届全国大选，邓章耀受委上阵由前民政党主席、前槟州首长敦林苍祐医生盘踞多年的巴当哥打州议席，并成功击败时任民主行动党槟州主席卡巴星手中夺回这个州选区，当选州议员。自此，邓章耀在巴当哥打连任三届州议员，同时在2004年马来西亚第11届全国大选后，出任槟州行政议员，掌管槟州环境及旅游发展事务。邓章耀也被认为是“乔治市与马六甲联合申遗”重要推手之一。
2008年，马来西亚掀起政治大海啸，民政党丢失了在槟城长达39年的州政权，邓章耀也败选巴当哥打州议席。同年10月，邓章耀受委为民政党总秘书一职。邓章耀在2012年接替许子根为槟州国阵主席，任期直到2018年。邓章耀在2018年马来西亚第14届大选领导槟州国阵挑战希望联盟，然而依旧无法突破。经此一役，邓章耀退出政坛，其中2021年更是退出加入30年的民政党。

## 著作
《一夫当关》（2012）
《得罪了》（2011）